# Здравец (област Варна)
Вижте пояснителната страница за други значения на Здравец.
Здравец е село в Североизточна България. То се намира в община Аврен, област Варна и е на около 10 км от село Аврен. Старото му име е Аканджъ („Нередовни части от армията“).

## Население

### Етнически състав

#### Преброяване на населението през 2011 г.
Численост и дял на етническите групи според преброяването на населението през 2011 г.:
|                     | Численост | Дял (в %) |
| Общо                | 311       | 100.00    |
| Българи             | 285       | 91.63     |
| Турци               | ?         | ?         |
| Цигани              | 5         | 1.60      |
| Други               | ?         | ?         |
| Не се самоопределят | 8         | 2.57      |
| Неотговорили        | 6         | 1.92      |

## Религии
Християнство.

## Културни и природни забележителности
На 2 км от селото има микроязовир с хижа, която може да се ползва за отдих сред природата.

## Редовни събития
На 24 май се провежда селски събор. В селото има силно развита читалищна дейност. На Бъдни вечер група коледари обикалят селото и пеят за здраве по къщите. В началото на всяка година – на Бабинден, жените от селото се обличат в традиционните си носии и се събират да пеят и играят.

## Личности
- Димитър Стойков (р. 1931), акордеонист и композитор